# جرمی تاراول
جرمی تاراول (انگلیسی: Jérémy Taravel؛ زادهٔ ۱۷ آوریل ۱۹۸۷) بازیکن فوتبال اهل فرانسه است.
از باشگاه‌هایی که در آن بازی کرده‌است می‌توان به باشگاه فوتبال خنت، باشگاه فوتبال دینامو زاگرب، باشگاه فوتبال لوکرن اوست والاندرن، باشگاه فوتبال تروا، باشگاه فوتبال لیل، و باشگاه فوتبال زولته وارخم اشاره کرد.